# Рамачотти, Туллио
Туллио Рамачотти ( Tullio Ramacciotti; 26 мая 1819, Рим — 12 января 1910, Рим) — итальянский скрипач, композитор, дирижёр, музыкальный педагог.
Начал свою музыкальную карьеру как певчий Сикстинской капеллы, затем выступал как скрипач и дирижёр в театрах Аполло и Валле — среди прочего дирижировал премьерой оперы Антонио Буцци «Бьянка ди Капелло» (1842). В 1844—1847 гг. совершенствовался как инструменталист в Париже, прежде всего у Андре Робберехтса. Выступал как солист в парижском зале Плейель, затем недолгое время дирижировал в оперном театре в Марселе. По возвращении в Рим вновь работал как скрипач и дирижёр. В 1859 году исполнял партию фортепиано при первых исполнениях оперы Джузеппе Верди «Бал-маскарад».
Современники почитали Рамачотти в первую очередь как музыкального педагога; среди его учеников были видные римские музыканты Тито Монакези, Рафаэле Кюон, Винченцо де Санктис, а также его собственный племянник Этторе Пинелли. В ретроспективе, однако, наиболее значительной миссией Рамачотти считается основание в Риме в 1852 году струнного квартета — первая попытка привлечь итальянскую публику к камерно-инструментальному музицированию; впрочем, отмечается, что музыканты вынуждены были давать концерты в малопригодном помещении, а публика, за исключением заезжих иностранцев, слабо интересовалась этим новшеством. В то же время постоянным посетителем концертов Рамачотти был Ференц Лист (на одном из концертов он, в частности, заметил талант юного Джованни Сгамбати, которому в дальнейшем оказывал покровительство). Среди прочего Рамачотти и его ансамбль принадлежали к числу первых пропагандистов музыки Иоганна Себастьяна Баха в Италии — в первую же их концертную программу была включена скрипичная соната немецкого компоитора. Возглавлял отделение инструменталистов в Академии святой Цецилии.
Микеланджело Ланчи посвятил Рамачотти своё стихотворное переложение 150-го псалма, призывающего хвалить Бога с использованием музыкальных инструментов.